# Aquamarina
Aquamarina — рід грибів. Назва вперше опублікована 1996 року.

## Класифікація
До роду Aquamarina відносять 1 вид:
- Aquamarina speciosa